# مریدا ۱۱۱۹۳
سیارک ۱۱۱۹۳ (به انگلیسی: 11193 Merida، نامگذاری:1998XN96) یازده هزار و صد و نود و سومین سیارک کشف شده‌است که در ۱۱ دسامبر ۱۹۹۸ کشف شد.
قدر مطلق سیارک برابر ۱۲٫۵۰ است.